# Procladius duplexus
Procladius duplexus är en tvåvingeart som beskrevs av Chaudhuri och Debnath 1983. Procladius duplexus ingår i släktet Procladius och familjen fjädermyggor. Inga underarter finns listade i Catalogue of Life.